# La Gnose de Princeton

La Gnose de Princeton est un livre écrit par l'auteur français Raymond Ruyer, paru en 1974 aux éditions Fayard.

## Contenu
Raymond Ruyer affirme qu'il est en communication avec un groupe informel de scientifiques américains de l'université de Princeton, représentants d'un mouvement de pensée créé dans les années 1960 par des scientifiques des universités de Princeton et de Pasadena, aux États-Unis. Il s'agirait d'un courant d'idées ayant pour objet l'élaboration d'une philosophie et d'une théologie scientifiques qui déclarent "remettre à l'endroit" le mécanisme et le positivisme matérialiste. C'est donc une forme de spiritualisme qui réfute l'existence de la matière au sens courant du terme et qui tend vers une forme de panthéisme ou de panpsychisme qui se veut scientifique.
Dans cet ouvrage, Ruyer expose des thèses très personnelles que l'on retrouve dans ses autres ouvrages, mais ici exposées sous une forme plus étayée, avec des arguments plus développés . Après l'exposition de ses compréhensions de la science et de la théologie néo-gnostique, Ruyer expose ses compréhensions de la sagesse et de la foi néo-gnostique. Parmi les thèmes et notions développés dans son ouvrage, figurent, "le monde à l'envers" et "le monde à l'endroit", les "antiparadoxes", les "accolades domaniales" et les "holons", la "conscience cosmique", les "choisisseurs incorporés", les "participables" et le "Particibable universel", la "langue maternelle universelle", le "« déficelage » de l'esprit dans l'univers", l'"organisme psychique", l'"édification psychologique", les "« montages » et les « jeux » avec l'univers", la mort et l'immortalité.
Une idée revient en permanence dans l'ouvrage : "Il pense dans l'univers" comme "il pleut sur la planète".

L'ouvrage marqué d'humour est un succès, et l'auteur y présente en réalité sous une forme synthétique l'essentiel des idées qu'il a développées au cours de sa carrière. Le succès à part de l'ouvrage montre que la plupart des lecteurs et des critiques littéraires n'ont pas compris le canular. Jean-Émile Charon, par exemple, note avec le plus grand sérieux la concordance de sa pensée avec la Nouvelle gnose américaine et reprend à son compte l'expression de physique « néo-gnostique ». Pourtant, dès 1975, André Michel note, dans un article intitulé La liquidation du matérialisme : « On se dit que si un tel homme a voulu se payer la tête d'une intelligentsia française dont la balourdise en matière de philosophie scientifique le fait sourire, personne ici ne sera de taille à démonter sa machine. Ce qui est indubitable ! Raymond Ruyer est le seul homme en France capable d'inventer jusque dans ses détails les plus précis un énorme système philosophique englobant l'astronomie, la physique, la biologie moléculaire, la biologie du comportement, l'informatique, la linguistique, et j'en passe, et de l'attribuer comme dans une nouvelle de Borgès, à une société semi-secrète de pensée dont l'inexistence est impossible à démontrer ».

## Sources et réception
La principale source d'inspiration du mouvement serait Samuel Butler, un des auteurs préférés de Ruyer. Un autre précurseur direct serait A. N. Whitehead. Parmi les auteurs cités dans la bibliographie de l'ouvrage censés exposer « toutes les racines et tous les éléments de la Nouvelle Gnose », figurent, entre autres, Gustav Stromberg, Edward Arthur Milne (Modern Cosmology and the Christian Idea of God, 1952) ; V. F. Weisskopf ;  E. T. Whittaker (Le commencement et la fin du monde, 1953) ; C. F. von Weizsäcker ; G. J. Whitrow ; D. W. Sciama ; David Bohm ; I. J. Good (Quand les savants donnent libre cours à leur imagination, 1967) ; Fred Hoyle ; Richard Feynman ; Yeremey Parnov (Au carrefour des infinis, 1972) ; Arthur Koestler ; Eric Berne, etc. Les seuls auteurs français cités sont Jacques Merleau-Ponty (Les Trois Étapes de la Cosmologie) et Olivier Costa de Beauregard (La Notion du temps).
Si un tel mouvement n'a jamais existé en Amérique, l'ouvrage n'en reste pas moins représentatif du bouillonnement d'idées en vogue dans les campus américains des années 1960/1970. 
Le livre fut suivi d'une suite, Les Cent prochains siècles : Le destin historique de l'homme selon la Nouvelle Gnose américaine (Fayard, 1977), qui, dans le même esprit, applique à l'histoire humaine et à la futurologie le procédé utilisé avec succès dans La Gnose de Princeton.